# Filip-Lucian Iorga
Filip-Lucian Iorga (n. 16 iulie 1982, București) este un istoric și publicist român.

## Familia
Descendent, pe linie maternă, al unui vechi neam de moșneni ialomițeni, Poenaru din Poiana (sat și moșie atestate documentar în secolul al XVI-lea), ramura Bărbulescu, înrudită prin alianță cu familii precum Străjescu (boieri moldoveni înrudiți cu familia domnitoare Mavrogheni și cu scriitorul Alexandru Vlahuță), Onou (nobili ruși de origine moldovenească înrudiți cu Principii Trubețkoy, Principii Șahovskoy, conții Chreptowicz-Buteniev, baronii de Jomini), von Kraus (nobili sași din Făgăraș și Codlea), cu actorii Constantin Bărbulescu și Puiu Călinescu, poeta Gabriela Melinescu, chimistul Costin D. Nenițescu sau ciclista Venera Vasilescu. Este urmaș direct al lui Barbu Poppa Radu (1788-1888), moșnean de Poiana și Pisculeasca. Pe linie paternă, descinde din familia Iorga din fostul județ Slam Râmnic.

## Studii și carieră
A absolvit Colegiul Național Spiru Haret din București (2001) și Facultatea de Istorie a Universității din București (2005). În vara lui 2004 a absolvit Universitatea Internațională de Vară a European College of Liberal Arts (ECLA) din Berlin (instituție aflată sub egida Bard College din Statele Unite ale Americii). După un stagiu de pregătire la Universitatea Paris IV Sorbonne din Franța (2006), a obținut în 2008 diploma de Master în Istoria Ideilor și Mentalităților, la Facultatea de Istorie a Universității din București. În 2009-2010 a urmat un stagiu doctoral la Paris, în cadrul Centre de Recherches en Histoire du XIXe Siècle, de pe lângă Universitățile Paris I Panthéon Sorbonne și Paris IV Sorbonne, sub coordonarea prof. Eric Mension-Rigau, specialist în istoria nobilimii franceze și colaborator al lui Pierre Chaunu, și a urmat cursuri la Collège de France, Ecole des Hautes Etudes en Sciences Sociales și Ecole Nationale des Chartes. În 2011 a devenit doctor în istorie la Universitatea din București, cu o teză despre Imaginarul genealogic al boierilor din Moldova și Țara Românească, în secolul al XIX-lea, sub coordonarea prof. univ. dr. Lucian Boia. Studiile postdoctorale le-a urmat la Academia Română, cu un stagiu de cercetare la INALCO din Paris (2015).  
A lucrat ca expert în cadrul Direcției Generale Relații Internaționale din Ministerul Educației Naționale (2012-2013) și la Institutul Cultural Român (2007-2008, 2015-prezent). A fost consultant al Casei Majestății Sale Regelui Mihai I al României (2007-2008), director al Departamentului Memoria Exilului Românesc, din cadrul Institutului de Investigare a Crimelor Comunismului și Memoria Exilului Românesc (2013), director general și director general adjunct în cadrul Institutului Cultural Român (2018-2020). Este lector universitar la Departamentul de Studii Culturale din cadrul Facultății de Litere a Universității din București și coordonator al Colecției Istorie cu blazon de la Editura Corint din București. A ținut conferințe și prelegeri pe teme de istorie românească în Franța, Germania, Danemarca, Grecia, Turcia, Slovenia.   

## ProiectulMemoria elitelor românești
În noiembrie 2009 a lansat un proiect de cercetare a strategiilor de transmitere a memoriei familiale și de grup, în cadrul descendenților familiilor boierești și mari burgheze românești. Cercetarea se bazează pe răspunsurile obținute de Filip-Lucian Iorga la un Chestionar special conceput, cu întrebări despre istoria și tradițiile de familie, opțiunile existențiale, traseul biografic, viața de zi cu zi, mentalități etc. Arhiva proiectului conține zeci de răspunsuri scrise la chestionar, sute de ore de interviuri audio înregistrate, sute de documente și fotografii inedite din arhive private, care ne oferă acces la memoria a peste 250 de familii boierești și mari burgheze românești. Primul volum al seriei care folosește rezultatele cercetării, Un cântec de lebădă. Vlăstare boierești în Primul Război Mondial, a fost publicat în 2016. Pornind de la acest proiect, Filip-Lucian Iorga a coordonat și realizarea site-ului Povești cu blazon, dedicat descendenților actuali ai aristocrației românești și care conține peste 30 de interviuri filmate.  

## Distincții și responsabilități
A primit Medalia Anul Comemorativ al Făuritorilor Marii Uniri 1918-2018 de la Preafericitul Părinte Daniel, Patriarhul Bisericii Ortodoxe Române (2019), Premiul C. C. Giurescu al Fundației Culturale Magazin istoric (2015, pentru volumul Copilărie regală), Medalia Regele Mihai I pentru Loialitate (2008), Premiul Adrian Marino pentru debut în eseistică, oferit de Societatea Română de Radiodifuziune (2001), Premiul I la Concursul Istoria mea – Eustory (2000) și Premiul I la concursul de eseuri organizat de Fundația Academia Civică (1999). 
A fost președinte al Societății de Studii Istorice Erasmus (afiliată la International Students of History Association; 2003-2005). 
Este membru în conducerea Jockey Club Român, membru în Consiliul Științific al Institutului Român de Genealogie și Heraldică Sever Zotta (afiliat la Confederația Internațională de Genealogie și Heraldică), membru al Royal Historical Society din Marea Britanie și al Uniunii Scriitorilor din România. 

## Publicații
A publicat volumele:
- Moșnenii Bărăganului. Istoria crucilor din piatră de la Poiana, județul Ialomița, Corint Books, București, 2020 (împreună cu Andreea Panait)[19];
- Marea Unire pentru cei mici, Editura Vremea, București, 2018 (împreună cu Ana Iorga)[20][21];
- Un cântec de lebădă. Vlăstare boierești în Primul Război Mondial, Corint Books, București, 2016[22][23];
- Impactul Primului Război Mondial asupra descendenților boierimii române, Editura Muzeul Literaturii Române, București, 2016[24];
- Mesele de odinioară. De la Palatul Regal la Târgul Moșilor, Corint Books, București, 2015 (împreună cu Ana Iorga)[25][26];
- Copilărie regală, Corint Books, București, 2014 (cu fotografii de la Arhivele Naționale ale României)[27];
- The Road Home (convorbiri cu Principele Nicolae al României), Curtea Veche Publishing, Bucharest, 2014 (e-book)[28];
- Drumul spre casă (convorbiri cu Principele Nicolae al României), Curtea Veche Publishing, București, 2014[29];

- Trecutul este viu. Filip-Lucian Iorga în dialog cu Neagu Djuvara, Editura Humanitas, București, 2014 (versiune e-book, 2014)[30][31];

- Le tempérament oecuménique. Entretiens avec Jean Delumeau, Neagu Djuvara, Jacques Le Goff, Emmanuel Le Roy Ladurie, Eric Mension-Rigau, Jordi Savall, Editions Baudelaire, Lyon, 2013[32][33];
- Strămoși pe alese. Călătorie în imaginarul genealogic al boierimii române, Editura Humanitas, București, 2013 (versiune e-book, 2014)[34][35];
- Breviar pentru păstrarea clipelor. Filip-Lucian Iorga în dialog cu Alexandru Paleologu, Editura Humanitas, București, 2005, 2007, 2012 (versiune e-book, 2013)[36][37];
- Les Cazaban. Une chronique de famille, Editions Universal Dalsi, 2007 (împreună cu Eugen Dimitriu);
- Genocidul comunist în România. Vol. IV. Reeducarea prin tortură, Editura Albatros, București, 2003 (împreună cu Gheorghe Boldur-Lățescu; fragmente din acest volum au fost incluse în Raportul final al Comisiei Prezidențiale pentru Analiza Dictaturii Comuniste din România).

Studii, capitole, eseuri în volumele:
- Victor Spinei, Gheorghe Iacob, Ionuț Nistor (coordonatori), Istorii ale Marelui Război și ale Unirii de la 1918. Volum al Congresului Național al Istoricilor Români, Iași, 29 august - 1 septembrie 2018, Editura Universității Alexandru Ioan Cuza din Iași, 2019[38];
- Daniel Teodorescu, Gheorghe Boldur-Lățescu, The Re-Education Experiment in Romania. A Survivor's Views of the Past, Present and Future, Nova Science Publishers, New York, 2013;
- Mihai Dim. Sturdza (coordonator și coautor), Familiile boierești din Moldova și Țara Românească. Enciclopedie istorică, genealogică și biografică, vol. II (Boian-Buzescu), Ed. Simetria, București, 2011;
- Cristian Bădiliță, Otniel Vereș, Biserici, secte, erezii? Dialoguri fără prejudecăți despre marile tradiții creștine, Ed. Vremea, București, 2011;
- Mirela-Luminița Murgescu, Silvana Rachieru (îngrijit de), Copilăria și adolescența altădată, Editura DoMinoR, București, 2003;
- Bogdan Murgescu (coord.), Istoria României în texte, Editura Corint, București, 2001[39];
- Romulus Rusan (editor), Exerciții de speranță – România în care aș vrea să trăiesc, Fundația Academia Civică, București, 2001[40];
- Romulus Rusan (editor), Exerciții de memorie, Fundația Academia Civică, București, 1999.

A revizuit volumul Victimele terorii comuniste. Arestați, torturați, întemnițați, uciși. Dicționar P-Q de Cicerone Ionițoiu, Editura Mașina de scris, București, 2006. A colaborat cu articole, studii și interviuri la revistele România literară, Secolul 21, Magazin istoric, Lettre Internationale, Memoria, Sfera Politicii etc.